# Sandrine Aubert
Sandrine Aubert , francoska alpska smučarka, * 6. oktober 1982, Échirolles, Francija.
Nastopila je na Olimpijskih igrah 2010, kjer je osvojila peto mesto v slalomu. Na svetovnih prvenstvih je nastopila štirikrat in najboljšo uvrstitev dosegla leta 2009, ko je bila deveta kombinaciji. V svetovnem pokalu je tekmovala enajst sezon med letoma 2003 in 2014 ter dosegla štiri zmage in še eno uvrstitev na stopničke, vse v slalomu. V skupnem seštevku svetovnega pokala je bila najvišje na štirinajstem mestu leta 2010, ko je bila tudi četrta v slalomskem seštevku, leta 2008 pa je bila četrta v kombinacijskem seštevku.